# Novopetrivka, Baștanka
Novopetrivka (în ucraineană Новопетрівка) este un sat în comuna Kașpero-Mîkolaiivka din raionul Baștanka, regiunea Mîkolaiiv, Ucraina.

## Demografie
Componența lingvistică a localității Novopetrivka
     Ucraineană (91,08%)
     Rusă (6,05%)
     Română (2,55%)
     Alte limbi (0,32%)
Conform recensământului din 2001, majoritatea populației localității Novopetrivka era vorbitoare de ucraineană (91,08%), existând în minoritate și vorbitori de rusă (6,05%) și română (2,55%).